# State Highway 3 Bridge
Le State Highway 3 Bridge – ou Nueces River Bridge – est un pont en treillis américain situé dans le comté d'Uvalde, au Texas.  Ce pont routier est inscrit au Registre national des lieux historiques depuis le 10 octobre 1996.